# Спартак (стадіон, Київ)
Спартак — стадіон. Споруджений 1934. На стадіоні є футбольне поле з трибунами на 5 тис. місць, ігрові майданчики, сектори для штовхання ядра, метання диска, молота, списа, 2 2 закриті спортивні зали, сауна, закритий басейн (довжина доріжки 25 м), готель на 150 місць. Під час капітального ремонту 1977-80 споруджено чотири металеві вишки (вис. до 30 м) для освітлення стадіону. За останні роки на території стадіону було збудовано два поля для міні-футболу, зроблено капітальний ремонт будівлі басейну.

## Символіка
Своєрідною візитною карткою стадіону є бронзовий барельєф легендарного стародавнього героя Спартака, на честь якого й названо стадіон. Барельєф легендарного воїна, колишнього гладіатора, який згодом став керівником повстання поневолених, встановлено на стіні біля центрального входу. На барельєфі Спартак зображений зі смолоскипом у руці.
Під час реконструкції 2025 року барельєф із зображенням Спартака було знято з вхідного блоку.